# バリュエンスホールディングス
バリュエンスホールディングス株式会社（英: Valuence Holdings Inc.）は、東京都港区に本社を置く、ブランド品・貴金属・骨董品等の買取および販売を行う企業。旧商号は株式会社SOU（英: SOU Inc.）。

## 概要
2004年6月、元プロサッカー選手の嵜本晋輔がブランド品のリユースを手掛ける事業として「ナンバdeなんぼ屋」を開業し、その運営企業として株式会社MKSコーポレーションが設立。2007年3月に店舗名を「NANBOYA」に変更した。また、2015年6月に店舗名を「なんぼや」へ改名。
2011年12月、ブランド品等の買取及び販売を目的として大阪府大阪市浪速区に株式会社SOUを設立。2012年4月に東京オフィスを開設。2014年12月に本社を大阪府大阪市北区に移転。同月に全額出資で株式会社ブランドコンシェルを設立して、「BRAND CONCIER銀座店」を東京都中央区にオープンさせた。2016年5月に株式会社ブランドコンシェルを吸収合併。2016年6月に株式会社まとメディアを買収して子会社化。
2017年2月に株式会社古美術八光堂（現商号：バリュエンスアート＆アンティークス株式会社）を買収して完全子会社化。2017年11月に東京都港区に本社移転。また、2017年2月に代表の嵜本がかつて所属していたガンバ大阪とスポンサー契約を締結した。
2018年3月、東京証券取引所マザーズに株式を上場した。2018年8月にマーケットインサイト株式会社（旧商号：株式会社まとメディア）を清算。
2020年3月1日、持株会社体制への移行に伴い、旧株式会社SOUはバリュエンスホールディングス株式会社に社名変更した。バリュエンス（Valuence）は「Value」（価値）と「Experience」（経験、体験）を掛け合わせた造語である。
2022年6月5日、日本発のプロダンスリーグ「D.LEAGUE」への参入を発表、チーム名は「Valuence INFINITIES」となる。
2025年7月10日、連結子会社のバリュエンスジャパン株式会社がフランス・パリで開催されたサザビーズのオークションにおいて、女優ジェーン・バーキン氏が実際に使用していた、世界に一つだけの「バーキン」バッグのオリジナルプロトタイプを落札。落札価格は約14.7億円（手数料込み・為替換算ベース）。